# Big Tancook Island
Big Tancook Island är en ö i Kanada.   Den ligger i provinsen Nova Scotia, i den sydöstra delen av landet, 900 km öster om huvudstaden Ottawa. Arean är 5,1 kvadratkilometer.
Terrängen på Big Tancook Island är mycket platt. Öns högsta punkt är 35 meter över havet. Den sträcker sig 3,7 kilometer i nord-sydlig riktning, och 2,5 kilometer i öst-västlig riktning.